# 영일 김씨
영일 김씨(迎日金氏)는 경상북도 영일군을 본관으로 하는 한국의 성씨이다.
시조 김서흥(金敍興)은 신라 경순왕의 후손으로, 고려에서 예빈시승(禮賓寺丞)을 지내고 오천군(烏川君)에 봉해졌다.

## 참고 자료
- “오천김씨(烏川金氏”. 뿌리를 찾아서.[깨진 링크(과거 내용 찾기)]